# 武汉公交电车1路
武汉公交电车1路，是中华人民共和国湖北省武汉市的一条公交线路，现在京汉大道前进一路站及水果湖路水果湖站间运营。该线路为武汉市第一条由无轨电车担当运营的线路，开行于1958年9月20日。

## 历史

### 电车公司与线路的筹备
在1950年代中国大陆社会普遍认知中，所谓共产主义，便是列宁提出的“苏维埃加电气化”，因此武汉发展电气化的无轨电车，自然也备受关注。在电车1路开通之前，武汉长江大桥正在建造，彼时在电气化公交系统领域居于领先地位的苏联也在大桥的修建过程中顾及到了电气化铁路与电气化公交系统的需求。1955年，周焕章任武汉市公用事业管理局（公用局）局长，并开始筹建武汉市电车公司:175。1956年7月，武汉市公用局成立电车筹备处:318。
筹备处一经设立，公用局组建了由6名工程师的设计小组，该小组与长江大桥建设指挥部及苏联专家讨论后，决定以苏联标准设计武汉的无轨电车系统。但由于武汉长江大桥尚未建成，市政单位尚且无法上桥施工，直到1957年秋武汉长江大桥通车后，电车公司筹备处方才开始进行具体的筹备工作。
1958年3月，电车1路的设计工作完成，拟定起讫站为三民路至大东门:126。自4月起开始进行武圣路车场、供电整流站等各项设备设施的准备工程；8月23日工程全部完成，25日全线试车。

### 通车典礼

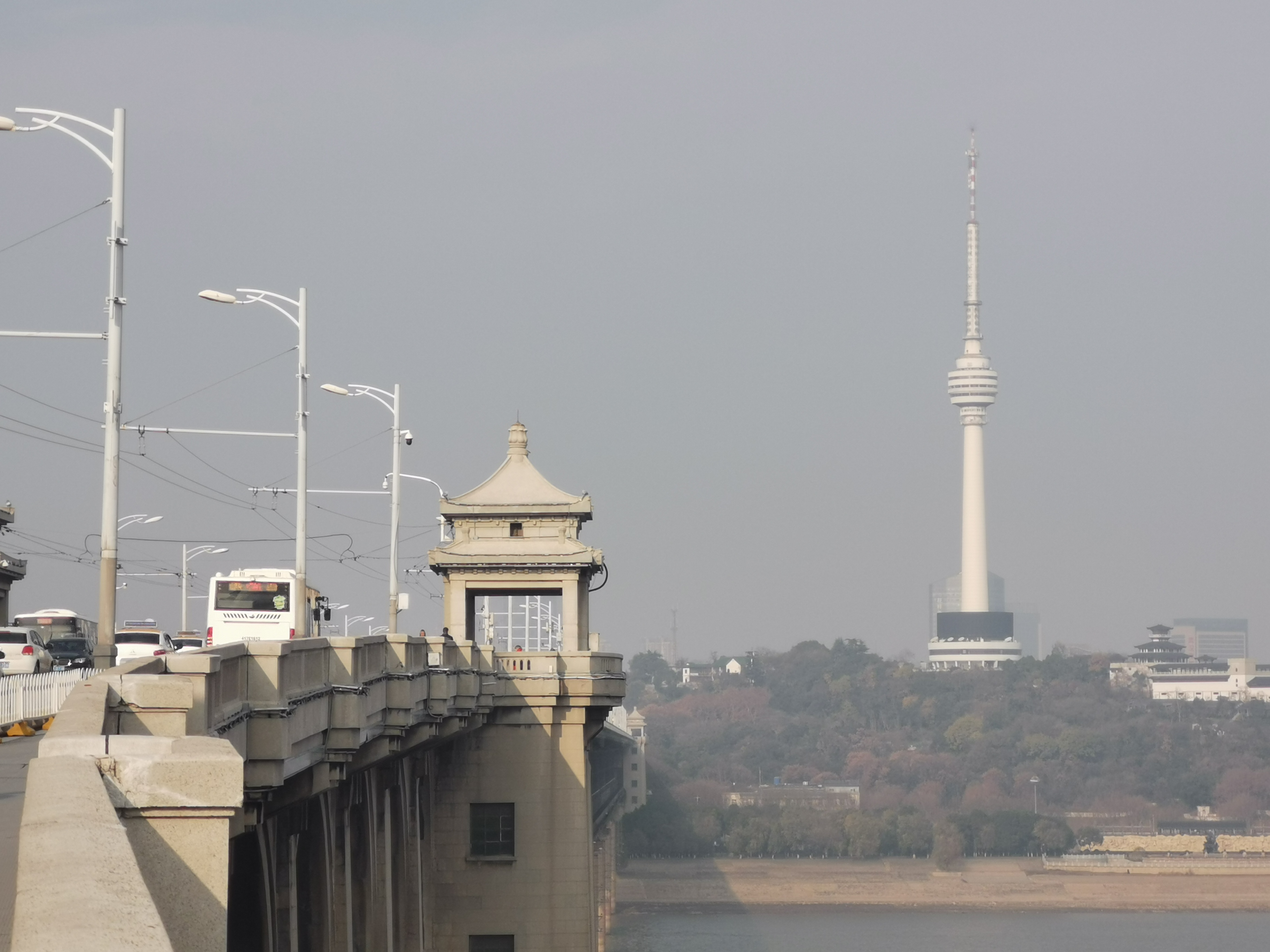
武汉长江大桥上的架空电线，路灯更新换代后仍保留，2019年左右有称要撤除架空电线的消息，此引起部分文化遗产保护人士的不满

1958年9月20日，武汉市相关部门领导、电车公司在武圣路（今武胜路）武汉市电车公司总部门前举行典礼，宣布电车公司的成立及电车1路的开通:318。据首发车司机程云生回忆，时任武汉市长刘惠农与会剪彩，司仪郭从仪宣布发车。宣布开通后，25台电车自市电车公司门前出发，依据大东门及三民路两处端点站分为两路，乘坐首发车的皆是武汉军政首长及社会各界代表。事后《长江日报》报道参加仪式的各界人士达3万人，并称电1路的开通是“武汉交通事业走向电气化的开端”:126。

### 线路运营历史
1960年4月30日，线路在武昌的端点从大东门延长至水果湖，同时保留原三民路至大东门线路作为“电1路短途线路”营运，直至1972年7月将该短途线路升格为硚口至武昌火车南站的电车4路:318。2023年1月20日，因三民路的停车问题，线路在汉口的端点从三民路改至京汉大道前进一路。

## 运营情况

### 路线经由
截至2023年1月改线后，电车1路自水果湖路水果湖站出发的班次（回行）途经道路桥梁为：水果湖路、东湖路、楚汉路、中北路、民主路、中南路、武珞路、黄鹤楼东路、武汉长江大桥、龟山南路、鹦鹉大道、江汉桥、武胜路、中山大道、友谊路。电车1路自京汉大道前进一路站出发的班次（去行）途经道路桥梁为：京汉大道、前进一路、中山大道、武胜路、江汉桥、鹦鹉大道、龟山南路、武汉长江大桥、黄鹤楼南路、彭刘杨路、武珞路、中南路、中北路、水果湖路。

### 票价及运营时间
电车1路属武汉常规公交，执行现金人民币2.0元、公交卡人民币1.6元的票价。首站晨6：00首班，晚22：00末班；末站晨6：00首班，晚22：30末班。

### 运营车辆
在线路初开时，使用车辆为上海58型无轨电车。而在1980年代左右主要投入运营的是拥有3扇门的通道式电车。老式无轨电车局限性大，供电全靠两根“辫子”，即受电杆取用，一旦有停电或者故障发生，无轨电车便不能行车。2015年后，电1路等8条武汉公交电车线路换用“在线充”无轨电车，这种无轨电车可以在电量充足的时候收起受电杆运行，需要取电时再升起挂网取电。

## 影响与文化

### 与三民路孙中山铜像

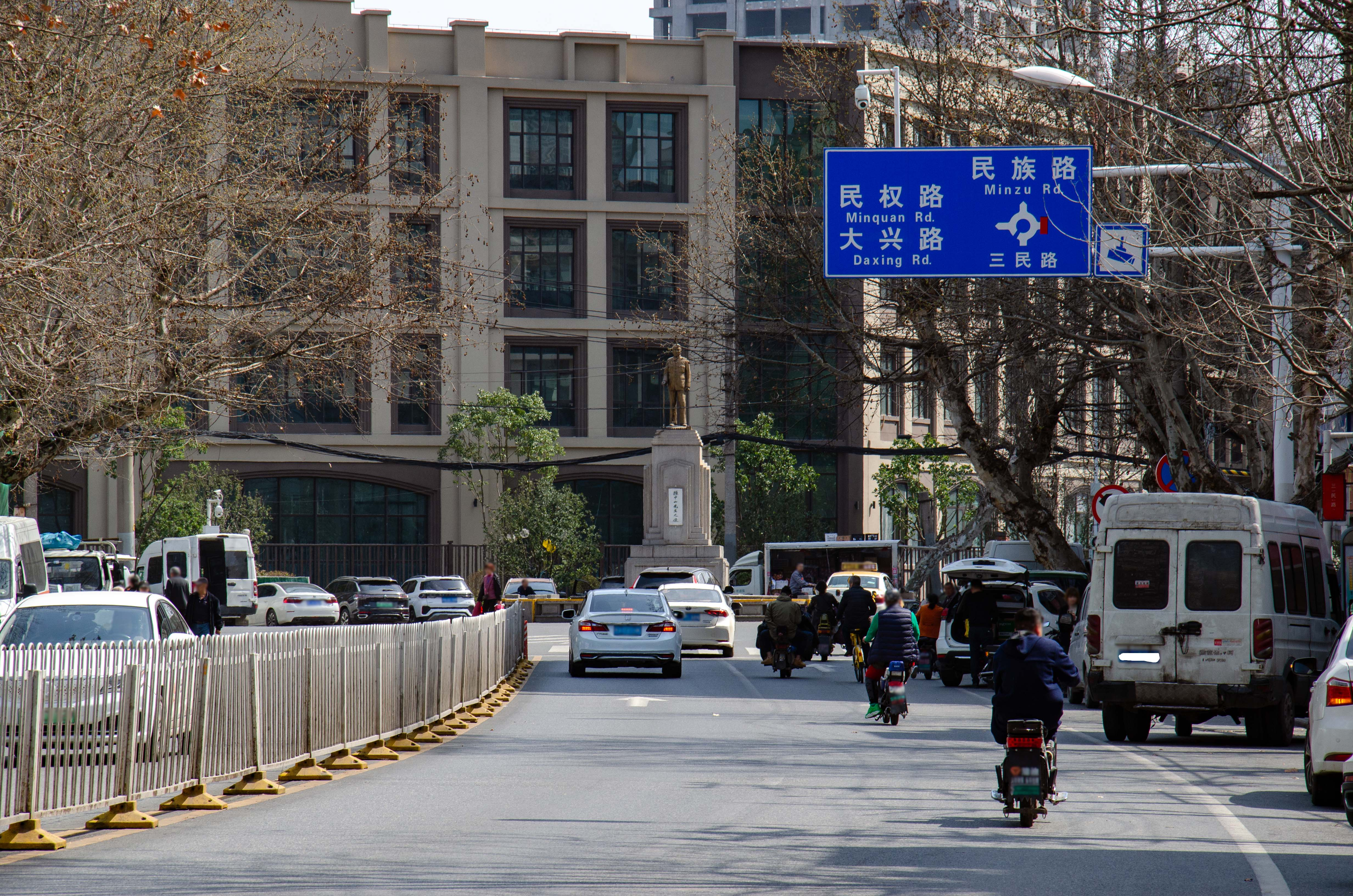
自三民路望向铜人像

自1958年9月20日至2023年1月20日长达60余年的时间里，电车1路在汉口的端点站一直在三民路，三民路既是起点也是终点，电车需要围绕在三民路一端的三民路孙中山铜像（武汉俗称“铜人像”）折返，因此无轨电车的受电杆连着雕像四周架空电线（接触网）环绕铜像折返的画面也成为了附近几代居民的记忆之一——“电车辫子打转转”。

### 开行反响

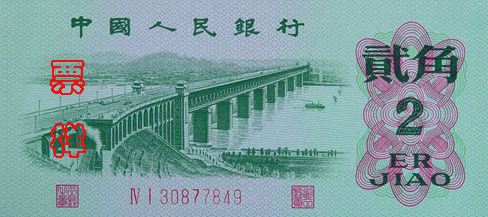
以武汉长江大桥为主题素材的第三套人民币贰角券，其中有电车1路的身影

因电车1路经过江汉桥及武汉长江大桥，1958年电车1路开通初期，便吸引武汉市民乃至外国来宾前来乘车观览长江与汉江的风景。开行之后，该线路也逐渐在百姓眼中成为了武汉的“特产”，前来武汉的外地人须坐上1路电车方才能领略武汉的城市风情。另外，线路途经汉口最为繁华的六渡桥、三民路、汉正街地带，因此乘坐该线路的乘客多为前来旅游或购物的人。

## 1998年武汉公交爆炸案
1998年2月14日上午10时8分，一辆电车1路专线所属的公交车行驶至武汉长江大桥汉阳桥头时突然发生爆炸，造成多人死伤，事后查明为邹昌力和曹军二人为殉情制造的爆炸。